# 谷木叶冬青
谷木叶冬青（学名：Ilex memecylifolia）为冬青科冬青属的植物。分布于越南以及中国大陆的江西、香港、广东、福建、贵州、广西等地，生长于海拔300米至600米的地区，常生于疏林、杂木林中、山坡密林、灌丛中或路边，目前已由人工引种栽培。

## 别名
谷木冬青（福建植物志）